# Bembéréké
Bembèrèkè är en kommun i departementet Borgou i Benin. Kommunen har en yta på 3 348 km2, och den hade 131 255 invånare år 2013.